# Jean Laplanche
Jean Laplanche, född 21 juni 1924 i Paris, död 6 maj 2012 i Beaune, var en fransk psykoanalytiker och författare. Han är känd för sin forskning om den psykosexuella utvecklingen och Sigmund Freuds förförelseteori.

## Biografi
Jean Laplanche föddes i Paris år 1924. Han studerade vid École Normale Supérieure. Bland hans lärare fanns Jean Hyppolite, Gaston Bachelard och Maurice Merleau-Ponty. År 1948 var Laplanche en av grundarna av Socialisme ou Barbarie.
Tillsammans med Jean-Bertrand Pontalis publicerade Laplanche år 1967 Vocabulaire de la psychanalyse, vilket kom att bli ett standardverk i ämnet.